# KMFM West Kent
KMFM West Kent é uma rádio local independente que atende as cidades de Sevenoaks, Tonbridge, Royal Tunbridge Wells, Dartford, Gravesend e as áreas circundantes do sudeste da Inglaterra . É a região de West Kent da rede de rádio KMFM (de propriedade do KM Group ), contendo anúncios locais e patrocínios para a área em uma programação de todo o condado.

## História
A KMFM West Kent foi lançada em 8 de julho de 1995 como KFM, transmitindo em 96.2 e 101.6 FM e de propriedade da Kent and Sussex Radio. Além de West Kent, a estação também incluiu partes de East Sussex, como Crowborough, em sua área de transmissão. A estação foi posteriormente adquirida pela DMG Radio  e posteriormente renomeada para Mercury FM em dezembro de 1999. Um ano depois, a DMG vendeu seus ativos de rádio para a GWR que, em 2002, vendeu a estação para o KM Group após uma releitura da licença. A estação foi renomeada para KMFM West Kent em setembro daquele ano.
A estação mudou seus estúdios e apresentadores, junto com os da KMFM Maidstone, para os estúdios KMFM Medway em 2008, após a aprovação da Ofcom . A equipe de vendas ainda está baseada no escritório da KM em Tonbridge.
O Grupo KM obteve uma extensão de quatro anos da licença, até 7 de julho de 2015, em março de 2010.
Como o resto da rede KMFM. a estação foi relançada em setembro de 2010 com novos jingles, mudanças de horário e mais ênfase na música.
A rede KMFM mudou para um formato de rádio de sucesso contemporâneo em 2012 após a fusão do KMFM Extra com o KMFM. A música agora se concentra principalmente nos 40 maiores sucessos e contém muito mais dança e R&B do que antes.     

## Programação
Toda a programação da rede KMFM agora é compartilhada por todas as sete estações após a aprovação do OFCOM em fevereiro de 2012. O show de café da manhã local, até então o único show local na estação, foi substituído por um show em todo o condado em 12 de março de 2012.
Até 2007, a KMFM West Kent produzia seus próprios programas durante o dia, antes de se juntar à KMFM Maidstone para colocar em rede todos os programas, exceto o café da manhã. As estações se juntaram com a KMFM Medway para criar uma rede West Kent em abril de 2009, antes que todos os programas além do café da manhã nos dias da semana / sábado e nas tardes de domingo fossem conectados em todas as estações KMFM em setembro de 2009. Em julho de 2010, o café da manhã de sábado e as tardes de domingo foram conectados.
O show de café da manhã para Maidstone foi fundido com o de West Kent em janeiro de 2011.
Os boletins de notícias vêm do KMFM News Center nos estúdios de Medway. Às vezes, boletins de notícias nacionais vêm da Sky News Radio . São transmitidas atualizações de trânsito e viagens.

## Apresentadores

### Apresentadores atuais
- Tony Blackburn
- Dave Pearce

### Ex-apresentadores
- Johnny Lewis
- Myma Seldon
- Benedict Smith
- Melanie Sykes